# Christian Genersich
Christian Genersich (* 4. Januar 1759 oder 1756 in Kesmark (heute Kežmarok) im Königreich Ungarn; † 30. April 1825 oder 9. März 1826 ebenda) war ein deutscher evangelischer Geistlicher und Heimatkundler.

## Leben

### Familie
Christian Genersich entstammte der alteingesessenen deutschen Familie aus der Zips (siehe auch Zipser Sachse und Karpatendeutsche) und war der Sohn des Kaufmanns Evangelista Genersich und dessen Ehefrau Anna Susanna (geb. Royko); er hatte noch elf Geschwister, darunter die jüngeren Brüder Johann Genersich, evangelischer Theologe und Historiker, und Samuel Genersich (* 14. Februar 1768; † 2. September 1844 in Leutschau), Mediziner.

### Werdegang
Christian Genersich sprach zu Hause und in der Schule Deutsch, allerdings musste die ungarische und slowakische Sprache außerhalb erlernt werden. Er unterbrach hierzu seinen Schulbesuch am deutschen evangelischen Lyzeum in Kesmark und erlernte Ungarisch in Debrecen und slowakisch in Obersalz; nach seiner Rückkehr nach zwei Jahren setzte er den Besuch des Lyzeums fort und schloss das Gymnasium in Preßburg ab.
Er immatrikulierte sich an der Universität Göttingen zu einem Studium der Philologie, Philosophie und Theologie und hörte während des Studiums unter anderem die Vorlesungen bei Christian Gottlob Heyne. Nach zwei Jahren setzte er das Studium für ein Jahr an der Universität Utrecht fort.
Nach seiner Rückkehr von der Universität wurde er 1784 Rektor des evangelischen Gymnasiums in Sajógömör (siehe Gemer). Zwei Jahre später erhielt er die Stelle des Konrektors und Professors der Philosophie am evangelischen Lyzeum in Kesmark, die er mit der zweiten Predigerstelle in seiner Heimatstadt vertauschte, nachdem er am 10. Februar 1789 ordiniert worden war; er dozierte allerdings als außerordentlicher Professor der praktischen Theologie biblische Exegese, Pastoraltheologie einschließlich der Homiletik, Katechetik und Symbolik weiter am Lyzeum, bis er sein Amt niederlegte.
Zu seinen damaligen Schülern gehörten unter anderem der spätere Theologe Johann Schulek (1774–1837) und von 1797 bis 1799 der spätere Schriftsteller Georg Karl von Rumy, der auch seinen Nekrolog verfasste.
Als er starb, war er Senior der Zipser Gespanschaft.

### Heimatkundliches und schriftstellerisches Wirken
Christian Genersich entwickelte ein Interesse an der Mineralogie und der Topografie und beschäftigte sich in seinen freien Stunden überwiegend mit diesen Themen sowie mit der Geschichte seiner Heimatstadt.
Um Fossilien zu sammeln, bestieg er das Tatragebirge und wurde dadurch auch ein Topograf des Gebirges. Im Laufe der Zeit entstand eine ansehnliche Sammlung, allerdings hatte er mehr praktische als wissenschaftliche Kenntnisse der Mineralogie und beherrschte das Wernersche System nur unvollkommen; daher besprach er sich häufig mit seinem ehemaligen Schüler Georg Karl von Rumy bei der Bestimmung seiner Funde und der ihm unbekannten Fossilien.
Er veröffentlichte verschiedene Gelegenheitspredigten und publizierte zu seinen topografischen und heimatkundlichen Erkenntnissen; dazu schrieb er auch Beiträge in dem von 1806 bis 1808 erschienenen Werk Magazin für Geschichte, Statistik und Staatsrecht der österreichischen Monarchie und im Archiv für alte und neue Kirchengeschichte von Heinrich Gottlieb Tzschirner und Karl Friedrich Stäudlin.

## Trivia
Christian Genersich besaß eine umfangreiche Bibliothek, lehnte jedoch die Philosophien von Immanuel Kant und Johann Gottlieb Fichte ab. Während des Besuches eines durchreisenden Gelehrten fand dieser Schriften von Voltaire und Jean-Jacques Rousseau neben den Werken orthodoxer Theologen. Auf den Widerspruch angesprochen, antwortete Christian Genersich, hier findet man gegen Gift sogleich Gegengifte.

## Mitgliedschaften
Die Sozietät für die gesamte Mineralogie zu Jena, deren Präsident Johann Wolfgang von Goethe war, nahm Christian Genersich als Korrespondierendes Mitglied auf.

## Schriften (Auswahl)
- Theologia pastoralis. Leutschau, 1790.
- Von der Liebe des Vaterlands, ein philosophisch-historischer Versuch. 2 Teile. Wien, 1793.
- Merkwürdigkeiten der königlichen Freystadt Késmark in Oberungarn, am Fusse der Carpathen. Erster Theil: Caschau; Zweyter Theil: Leutschau. Caschau, 1804 (Digitalisat).
- Reise in die Carpathen. Wien und Triest, 1807 (Digitalisat).
- Das Dunajetzer Schloß und seine Umgebungen in der Zips. In: Franz Sartori: Mahlerisches Taschenbuch für Freunde interessanter Gegenden, 1. Jahrgang. 1812. S. 134–148 (Digitalisat).
- Der weiße und grüne See in den Karpathen und Das Schwefelbad und die Leisbitzer Berge. In: Franz Sartori: Mahlerisches Taschenbuch für Freunde interessanter Gegenden, 4. Jahrgang. 1816. S. 3–17 (Digitalisat).
- Physisch-topographische Beschreibung der Zipfer Gespannschaft. In: Bredesty: Neue Beiträge zur Topographie von Ungarn, 4. Band. S. 160–185.
- Beschreibung des Tatra in der Zips als eines Theils des karpathischen Gebirges. In: Bredesty: Neue Beiträge zur Topographie von Ungarn. S. 6–233.
- Nachträge zur physisch-topographischen Beschreibung der Zipser Gespannschaft. In: Bredesty: Neue Beiträge zur Topographie von Ungarn. S. 312–333.